# Geati

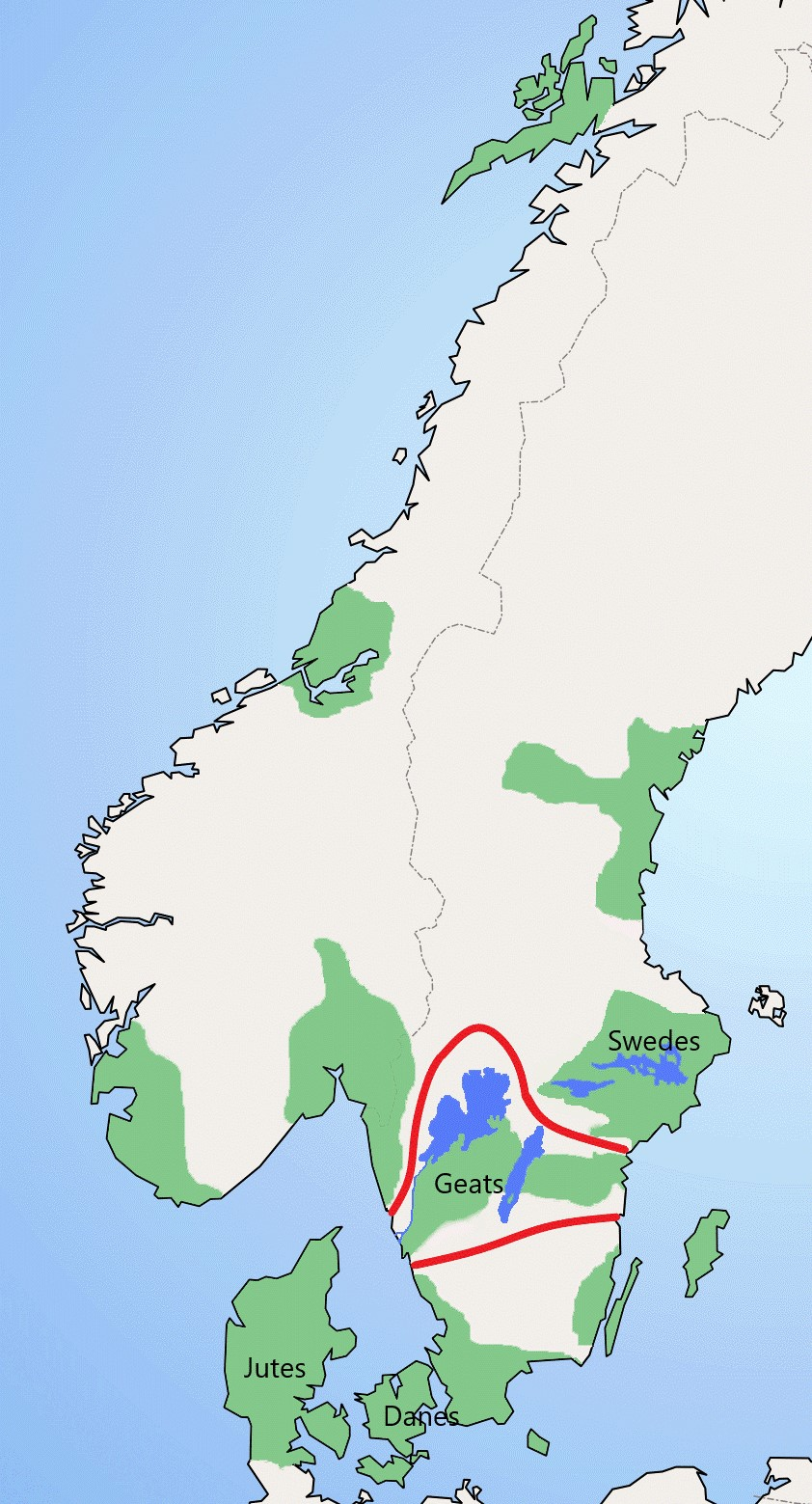
Insediamenti geati nel VI secolo, all'interno delle linee rosse. Le aree verdi mostrano le principali aree di insediamento germanico settentrionale in Danimarca, Norvegia e Svezia.

I Geati erano una tribù germanica del nord, una tribù di Goti abitanti della Götaland ("terra dei Geati" o dei Goti, appunto) una regione della Svezia. Il nome è sopravvissuto in alcuni toponimi svedesi, come Västergötland e Östergötland, che significano rispettivamente "terra occidentale dei Geati" e "terra orientale dei Geati", dai cui termini derivano le parole Visigoti e Ostrogoti (anche se riferiti all'occidente e oriente d'Europa dove i Goti si erano stabiliti), o come quello della città di Göteborg. Vengono nominati per la prima volta da Claudio Tolomeo nelle sue cronache, ma l'opera principale per cui sono ricordati è il Beowulf, in cui l'eroe viene detto appunto "il Geata". Sono spesso confusi con Gotlandi (o Gutar) e con i Goti, di cui condividono, oltre la radice del nome, anche l'origine svedese-germanica.
Più probabilmente, dai Gutar/Gotlandi d'origine, la popolazione si distinse in Goti, coloro che emigrarono, e Geati, coloro che rimasero nella terra di Götaland.
Giordane, storico bizantino di lingua latina del VI secolo, traccia nel De origine actibusque Getarum  una storia dell'origine e delle emigrazioni gotiche attraverso l'Europa antica, offrendoci una versione dei fatti dettagliata e legata in modo preponderante ai Goti stanziati in Pannonia, ma difficilmente confermabile attraverso altre fonti.

## Etimologia
L'etimologia del nome Geati (antico inglese Geatas, da un protogermanico *Gautaz, plurale *Gautōz) è simile, sebbene non identica, a quella di Goti e Gutar (*Gutô, plurale *Gutaniz). I nomi derivano da diversi gradi di ablaut (o apofonia)  della parola protogermanica *geutaną, che significa "versare". Secondo alcuni sono originati da heiti per "uomini (della tribù)", con il significato letterale "coloro che versano il loro seme". I nomi potrebbero anche alludere a corsi d'acqua nella terra in cui vivevano, ma questa spiegazione non è generalmente accettata, principalmente perché ciò significherebbe che la somiglianza dei nomi potrebbe essere una coincidenza.
Una teoria più specifica sulla parola Gautigoths è che significhi i Goti che vivono vicino al fiume Gaut, l'attuale Göta älv (norreno: Gautelfr). Potrebbe anche essere stata una fusione della parola Gauti con una glossa di Goti. Nel XVII secolo il nome Göta älv, 'Fiume dei Geati', sostituì i precedenti nomi Götälven e Gautelfr. L'etimologia della parola Gaut (come detto sopra) deriva dalla parola protogermanica *geutan, e il significato esteso di "versare" è "flusso, ruscello, cascata", che potrebbe riferirsi alle cascate di Trollhättan o al fiume stesso.
La forma abbreviata di Gautigoths era il vecchio norreno Gautar, che originariamente si riferiva solo agli abitanti di Västergötland, o le parti occidentali dell'odierna Götaland, un significato che è mantenuto in alcune saghe islandesi.

## Storia

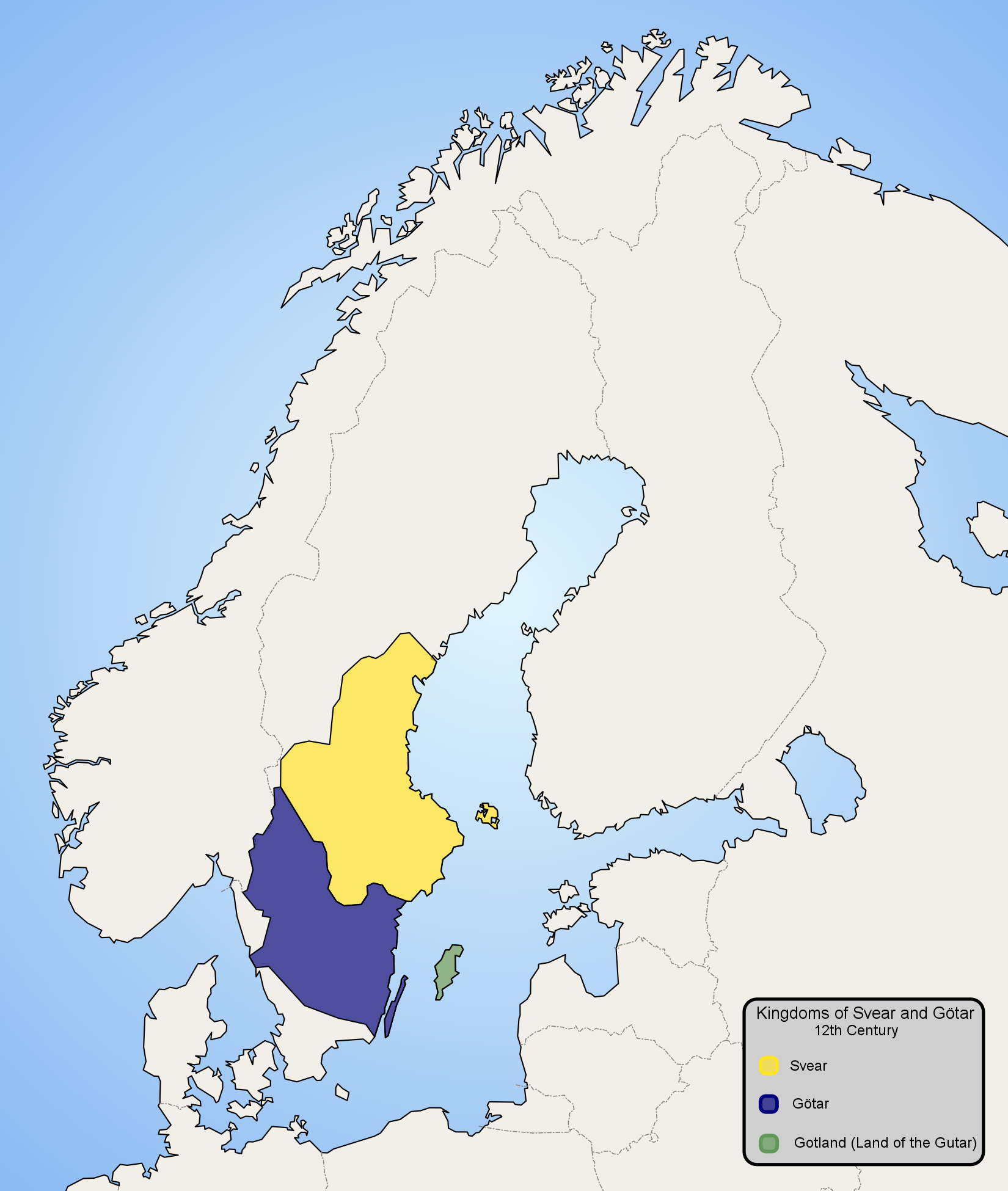
La Svezia nel XII secolo prima dell'incorporazione della Finlandia nel XIII secolo
Svedesi (Sueoni)
Geati
Popolo di Gotland (Goti)

Svedesi (Sueoni)
     Geati
     Popolo di Gotland (Goti)

### Storia antica
La prima menzione sopravvissuta dei Geati appare in Tolomeo (II secolo d.C.), che si riferisce a loro come Goutai. Nel VI secolo, Giordane scrive dei Gautigoti e degli Ostrogoti (gli Ostrogoti di Scandza); e Procopio si riferisce a Gautoi. Le saghe norrene li conoscono come Gautar; Beowulf e Widsith come Gēatas. Beowulf e le saghe norrene nominano diversi re dei Geati, ma solo Hygelac trova conferma nel Liber Monstrorum dove è indicato come "Rex Getarum" e in una copia della Historiae Francorum dove è chiamato "Rege Gotorum". Queste fonti riguardano un'incursione in Frisia, nel 516 circa, descritta anche nel Beowulf. C. 551, alcuni decenni dopo l'incursione di Hygelac, Giordane descrisse i Geati come una nazione "audace e pronta a impegnarsi in guerra".
L'insediamento anglosassone della Gran Bretagna includeva molti popoli germanici del nord che furono perdenti nella brutale guerra tribale della Scandinavia. Gli Juti sconfitti, come Hengest e suo fratello Horsa, fuggirono nel Kent, mentre i Geati sconfitti dagli invasori svedesi si trasferirono nello Yorkshire dove fondarono il Gillingshire presso il (fiume) Tees, originariamente l'insediamento dei Geatling. È stato anche suggerito che l'Anglia orientale sia stata colonizzata dai Geati in questo momento, o da Wulfing che provenivano anche loro da Götaland, portando con sé le tradizioni di Beowulf. Qualsiasi pace che alla fine si stabilì nella Scandinavia meridionale era molto probabilmente dovuta all'esaurimento, e un archeologo danese ha riassunto che a metà del VI secolo, e dopo, la Scandinavia "andò all'inferno". Le merci scandinave sembrano aver smesso di arrivare in Inghilterra, c. 550, suggerendo che il contatto era interrotto.

### Età vichinga
Nel Heimskringla, Snorri Sturluson scrive di diverse battaglie tra norvegesi e Geati. Ha scritto che nel IX secolo ci furono battaglie tra i Geati e il re norvegese Harald Bellachioma, durante la campagna di Harald Bellachioma nel Götaland, una guerra che i Geati dovettero combattere senza l'assistenza del re svedese Erik Emundsson. Scrisse anche della spedizione di Haakon I di Norvegia nel Götaland e del re danese, che fu il primo sovrano di una contea scandinava unificata, della battaglia di Harald I di Danimarca contro Jarl Ottar dell'Östergötland e delle battaglie di Olaf il Santo con i Geati durante la sua guerra con Olof Skötkonung.

### Centralizzazione politica in Scandinavia
Secondo Procopio c'erano 13 "nazioni molto numerose" nella penisola scandinava nel VI secolo, il che è supportato dalle recenti analisi archeologiche. Diversi studiosi considerano questo un numero ragionevole di regni indipendenti all'epoca, ciascuno composto da una o più tribù, come riportato da Giordane. Tuttavia, nel 1350, questi 13 regni erano stati ridotti di numero a soli due, Norvegia e Svezia. Quindi i Geati erano una delle tribù più grandi,
Sia Procopio che Giordane menzionano i Geati, ma dopo di loro, le fonti straniere sulla Scandinavia sono scarse fino al IX secolo, quando le fonti anglosassoni e franche fanno luce sull'area. In questi, i Geati sono assenti, il che ha portato alcuni studiosi a concludere che non erano più una nazione indipendente ed erano stati inglobati dagli Svedesi. Fonti scaldiche norvegesi e islandesi del X secolo indicano tuttavia che erano ancora politicamente indipendenti, a volte opponendosi ai re norvegesi. La loro assenza nelle fonti più antiche è stata invece suggerita per essere un popolo dell'entroterra.
La natura e i processi di come Geati e Sueoni (detti Svedesi nelle fonti coeve) arrivarono a formare un unico regno sono stati molto dibattuti tra gli studiosi svedesi. La scarsità e la talvolta dibattuta veridicità delle fonti ha lasciato molto spazio all'interpretazione. Le più antiche fonti svedesi medievali presentano il regno svedese con differenze residue tra le province, nelle leggi, nei pesi e nelle misure. Alcuni studiosi hanno sostenuto che i Geati furono soggiogati dagli Sueoni e hanno suggerito varie date per un tale evento, dal VI al IX secolo. Altri hanno voluto vedere una fusione più graduale e che i Geati furono lentamente inglobati nel più potente regno di Svezia, e per molti aspetti mantennero la propria identità culturale durante il Medioevo. Altri ancora hanno messo l'accento su come siano stati i singoli governanti, non i gruppi etnici, a guidare il processo verso un regno unificato, e che il processo sia stato molto complicato.
Le lettere papali degli anni 1080 definiscono i destinatari come "re degli svedesi" o "re dei Geati occidentali". In un'altra lettera papale del 1160, è attestato per la prima volta il titolo rex Sweorum et Gothorum. I re svedesi iniziarono l'usanza di designarsi anche come re dei Geati dal 1270.

### Lotte dinastiche e assimilazione con il popolo svedese

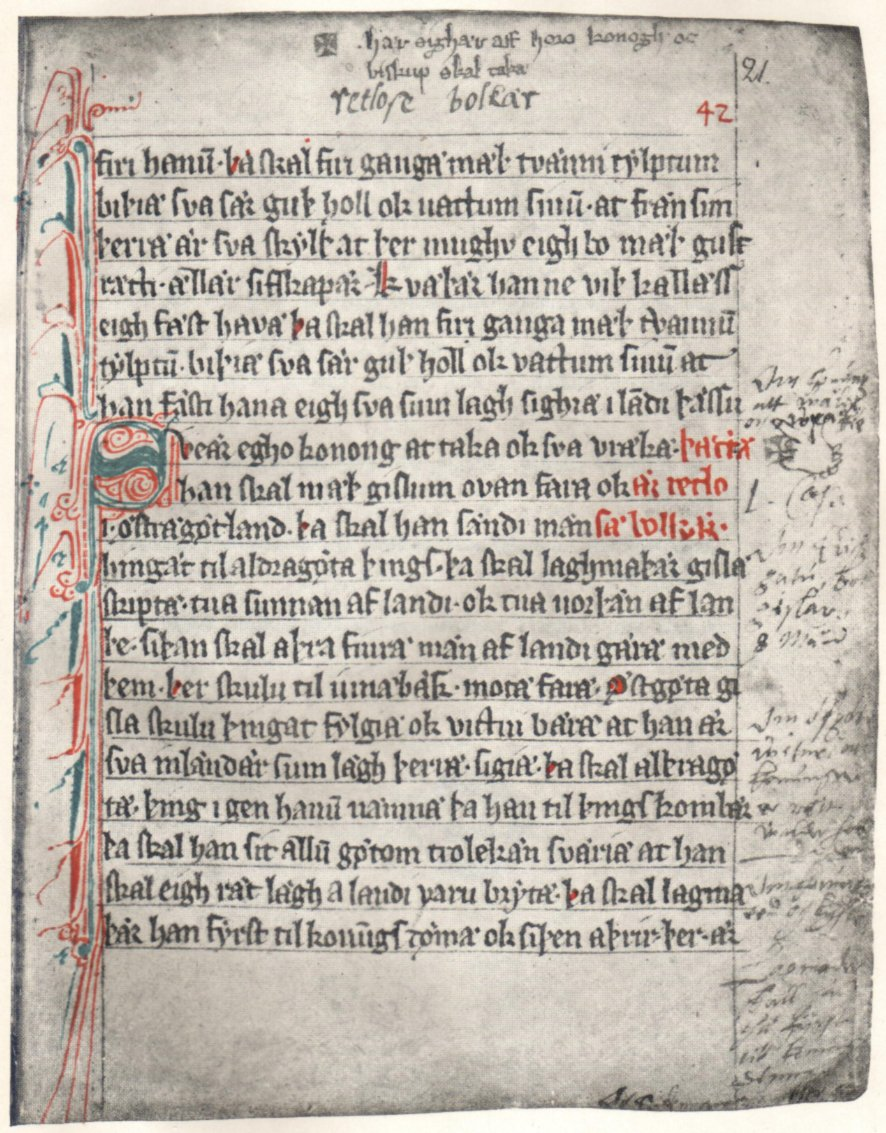
Sveær egho konong at taka ok sva vrækæ e le seguenti frasi della legge Västgötalagen

Nell'XI secolo, la casata svedese dei Munsö si estinse con la morte di Emund il Vecchio. Stenkil, un Geato, fu eletto re degli Sueoni e i Geati sarebbero stati influenti nella formazione della Svezia come regno cristiano. Tuttavia, questa elezione inaugurò anche un lungo periodo di disordini civili tra cristiani e pagani e tra Geati e Sueoni. I Geati tendevano ad essere più cristiani e gli Sueoni più pagani, motivo per cui il re cristiano svedese Ingold il Vecchio fuggì a Västergötland quando fu deposto a favore di Blot-Sven, un re più favorevole al paganesimo norreno, negli  anni '80. Inge riprenderà il trono e regnerà fino alla sua morte c. 1100.
Nel suo Gesta Danorum (libro 13), il cronista danese del XII secolo Saxo Grammaticus notò che i Geati non avevano voce in capitolo nell'elezione del re, solo gli Svedesi. Quando la legge del Geato occidentale o la Västgötalagen è stata messa su carta, ha ricordato ai Geati che dovevano accettare l'elezione degli Svedesi: Sveær egho konong at taka ok sva vrækæ che significa "Sono gli Svedesi che hanno il diritto di scegliere [" prendendo"] e anche deponendo il re" e poi cavalcò Eriksgatan "mæþ gislum ofvan" - "con ostaggi dall'alto [il regno]" attraverso Södermanland, le province dei Geati e poi attraverso Närke e Västmanland per essere giudicato il re legittimo dai parlamentari delle loro rispettive cose. Uno di questi re svedesi era Ragnvald Knaphövde, che nel 1125 cavalcava con il suo seguito per essere accettato come re dalle diverse province. Secondo il materiale allegato al più antico manoscritto della legge Västgötalagen, decise di non richiedere ostaggi poiché disprezzava i Geati, e fu ucciso vicino a Falköping.
In una nuova legge generale della Svezia che fu emanata da Magnus Eriksson nel 1350, si affermava che dodici uomini di ogni provincia, scelti dai loro Thing, dovevano essere presenti alla Pietra di Mora quando veniva eletto un nuovo re.
La distinzione tra Svedesi e Geati durò durante il Medioevo, ma i Geati divennero sempre più importanti per le pretese di grandezza nazionali svedesi a causa dell'antico legame dei Geati con i Goti. Sostenevano che poiché i Goti e i Geati erano la stessa nazione e i Geati facevano parte del Regno di Svezia, ciò significava che gli Svedesi avevano sconfitto l'Impero romano. La prima attestazione di questa affermazione viene dal Concilio di Basilea, 1434, durante il quale la delegazione svedese discusse con gli Spagnoli su chi tra loro fossero i veri Goti. Gli Spagnoli sostenevano che fosse meglio discendere dagli eroici Visigoti che da casalinghi. Questo movimento culturale, che non era limitato alla Svezia, si chiamava Goticismo o in svedese Göticism, cioè Geaticismo.
Dopo il XV secolo e l'Unione di Kalmar, gli Svedesi e i Geati sembrano aver iniziato a percepirsi come un'unica nazione, il che si riflette nell'evoluzione di svensk in un etnonimo comune. In origine era un aggettivo riferito a quelli appartenenti alla tribù svedese, chiamati Svear in svedese. Già nel IX secolo, svear era stato vago, riferendosi sia alla tribù svedese che essendo un termine collettivo che includeva i Geati, e questo è il caso dell'opera di Adamo di Brema in cui i Geati (Goti) appaiono sia come una nazione propria sia come parte dei Sueone. Tuttavia, la fusione/assimilazione delle due nazioni ha richiesto molto tempo. All'inizio del XX secolo, Nordisk familjebok notò che svensk aveva quasi sostituito svear come nome per il popolo svedese.
Allo stesso tempo, gli antenati svedesi venivano spesso chiamati Geati, specialmente quando si doveva sottolineare il loro eroismo o il loro legame con i Goti. Questa pratica è scomparsa nel corso del XIX secolo, quando i Vichinghi hanno gradualmente assunto il ruolo di antenati eroici.

## Società
I Geati erano tradizionalmente divisi in diversi piccoli regni, o distretti, che avevano le proprie Ting (assemblee popolari) e leggi. Il più grande di questi distretti era Västergötland (Geatland dell'Ovest), ed era a Västergötland che si teneva ogni anno la Ting di tutti i Geati, nelle vicinanze di Skara. Nonostante il nome, la Ting era solo per gli abitanti di Västergötland e Dalsland. L'equivalente in Östergötland era la Ting di Lionga.
A differenza degli Svedesi, che usavano la divisione Centena, i Geati usavano hærrad (o in moderno svedese härad), come i Norvegesi e i Danesi. Sorprendentemente, sarebbe stato il nome Geato a diventare il termine comune nel regno svedese. Ciò è probabilmente correlato al fatto che molti dei re svedesi medievali erano di estrazione geata e spesso risiedevano principalmente nel Götaland. Nel Västergötland e nel Dalsland esisteva anche una divisione di livello superiore in cui uno o più hærrad costituivano un bo collegato a un kongsgård (una residenza, una tenuta o un terreno agricolo che è appartenuto o appartiene ancora ai monarchi scandinavi o alle famiglie reali).

## Genealogia
|                                |                                |                                |                                |                                |                                |  |  |                                      |                                      |                                      |                                      | Þjelvar secondo la Gutasaga                           |                                      |        |        |                                        |                                        |                                        |                                        |                                          |                                          |                                          |                                          |                                          |                                          |           |           |                               |                               |                               |                               |                                    |                                    |                                    |                                    |                                    |                                    |  |  |  |  |  |  |  |  |  |  |  |  |  |  |  |  |  |  |  |  |  |  |  |  |
|                                |                                |                                |                                |                                |                                |  |  |                                      |                                      |                                      |                                      |                                                       |                                      |        |        |                                        |                                        |                                        |                                        |                                          |                                          |                                          |                                          |                                          |                                          |           |           |                               |                               |                               |                               |                                    |                                    |                                    |                                    |                                    |                                    |  |  |  |  |  |  |  |  |  |  |  |  |  |  |  |  |  |  |  |  |  |  |  |  |
|                                |                                |                                |                                |                                |                                |  |  |                                      |                                      |                                      |                                      | Hafþi                                                 | Hafþi                                | Hafþi  | Hafþi  | Hafþi                                  | Hafþi                                  |                                        |                                        | Huítastjerna                             | Huítastjerna                             | Huítastjerna                             | Huítastjerna                             | Huítastjerna                             | Huítastjerna                             |           |           |                               |                               |                               |                               |                                    |                                    |                                    |                                    |                                    |                                    |  |  |  |  |  |  |  |  |  |  |  |  |  |  |  |  |  |  |  |  |  |  |  |  |
|                                |                                |                                |                                |                                |                                |  |  |                                      |                                      |                                      |                                      | Hafþi                                                 | Hafþi                                | Hafþi  | Hafþi  | Hafþi                                  | Hafþi                                  |                                        |                                        | Huítastjerna                             | Huítastjerna                             | Huítastjerna                             | Huítastjerna                             | Huítastjerna                             | Huítastjerna                             |           |           |                               |                               |                               |                               |                                    |                                    |                                    |                                    |                                    |                                    |  |  |  |  |  |  |  |  |  |  |  |  |  |  |  |  |  |  |  |  |  |  |  |  |
|                                |                                |                                |                                |                                |                                |  |  |                                      |                                      |                                      |                                      |                                                       |                                      |        |        |                                        |                                        |                                        |                                        |                                          |                                          |                                          |                                          |                                          |                                          |           |           |                               |                               |                               |                               |                                    |                                    |                                    |                                    |                                    |                                    |  |  |  |  |  |  |  |  |  |  |  |  |  |  |  |  |  |  |  |  |  |  |  |  |
|                                |                                |                                |                                |                                |                                |  |  |                                      |                                      |                                      |                                      |                                                       |                                      |        |        |                                        |                                        |                                        |                                        |                                          |                                          |                                          |                                          |                                          |                                          |           |           |                               |                               |                               |                               |                                    |                                    |                                    |                                    |                                    |                                    |  |  |  |  |  |  |  |  |  |  |  |  |  |  |  |  |  |  |  |  |  |  |  |  |
|                                |                                |                                |                                |                                |                                |  |  | Graipr                               | Graipr                               | Graipr                               | Graipr                               | Graipr                                                | Graipr                               |        |        | Gautr capostipite dei Gutar            | Gautr capostipite dei Gutar            | Gautr capostipite dei Gutar            | Gautr capostipite dei Gutar            | Gautr capostipite dei Gutar              | Gautr capostipite dei Gutar              |                                          |                                          | Gunfjaun                                 | Gunfjaun                                 | Gunfjaun  | Gunfjaun  | Gunfjaun                      | Gunfjaun                      |                               |                               |                                    |                                    |                                    |                                    |                                    |                                    |  |  |  |  |  |  |  |  |  |  |  |  |  |  |  |  |  |  |  |  |  |  |  |  |
|                                |                                |                                |                                |                                |                                |  |  | Graipr                               | Graipr                               | Graipr                               | Graipr                               | Graipr                                                | Graipr                               |        |        | Gautr capostipite dei Gutar            | Gautr capostipite dei Gutar            | Gautr capostipite dei Gutar            | Gautr capostipite dei Gutar            | Gautr capostipite dei Gutar              | Gautr capostipite dei Gutar              |                                          |                                          | Gunfjaun                                 | Gunfjaun                                 | Gunfjaun  | Gunfjaun  | Gunfjaun                      | Gunfjaun                      |                               |                               |                                    |                                    |                                    |                                    |                                    |                                    |  |  |  |  |  |  |  |  |  |  |  |  |  |  |  |  |  |  |  |  |  |  |  |  |
|                                |                                |                                |                                |                                |                                |  |  |                                      |                                      |                                      |                                      |                                                       |                                      |        |        |                                        |                                        |                                        |                                        |                                          |                                          |                                          |                                          |                                          |                                          |           |           |                               |                               |                               |                               |                                    |                                    |                                    |                                    |                                    |                                    |  |  |  |  |  |  |  |  |  |  |  |  |  |  |  |  |  |  |  |  |  |  |  |  |
|                                |                                |                                |                                |                                |                                |  |  |                                      |                                      |                                      |                                      | Hulmul                                                | Hulmul                               | Hulmul | Hulmul | Hulmul                                 | Hulmul                                 |                                        |                                        | Gautrekr re dei Geati                    | Gautrekr re dei Geati                    | Gautrekr re dei Geati                    | Gautrekr re dei Geati                    | Gautrekr re dei Geati                    | Gautrekr re dei Geati                    |           |           | Álfhildr                      | Álfhildr                      | Álfhildr                      | Álfhildr                      | Álfhildr                           | Álfhildr                           |                                    |                                    |                                    |                                    |  |  |  |  |  |  |  |  |  |  |  |  |  |  |  |  |  |  |  |  |  |  |  |  |
|                                |                                |                                |                                |                                |                                |  |  |                                      |                                      |                                      |                                      | Hulmul                                                | Hulmul                               | Hulmul | Hulmul | Hulmul                                 | Hulmul                                 |                                        |                                        | Gautrekr re dei Geati                    | Gautrekr re dei Geati                    | Gautrekr re dei Geati                    | Gautrekr re dei Geati                    | Gautrekr re dei Geati                    | Gautrekr re dei Geati                    |           |           | Álfhildr                      | Álfhildr                      | Álfhildr                      | Álfhildr                      | Álfhildr                           | Álfhildr                           |                                    |                                    |                                    |                                    |  |  |  |  |  |  |  |  |  |  |  |  |  |  |  |  |  |  |  |  |  |  |  |  |
|                                |                                |                                |                                |                                |                                |  |  |                                      |                                      |                                      |                                      |                                                       |                                      |        |        |                                        |                                        |                                        |                                        |                                          |                                          |                                          |                                          |                                          |                                          |           |           |                               |                               |                               |                               |                                    |                                    |                                    |                                    |                                    |                                    |  |  |  |  |  |  |  |  |  |  |  |  |  |  |  |  |  |  |  |  |  |  |  |  |
|                                |                                |                                |                                |                                |                                |  |  |                                      |                                      |                                      |                                      |                                                       |                                      |        |        |                                        |                                        |                                        |                                        |                                          |                                          |                                          |                                          |                                          |                                          |           |           |                               |                               |                               |                               |                                    |                                    |                                    |                                    |                                    |                                    |  |  |  |  |  |  |  |  |  |  |  |  |  |  |  |  |  |  |  |  |  |  |  |  |
|                                |                                |                                |                                |                                |                                |  |  |                                      |                                      |                                      |                                      | Augis                                                 | Augis                                | Augis  | Augis  | Augis                                  | Augis                                  |                                        |                                        | Ketill re dei Geati                      | Ketill re dei Geati                      | Ketill re dei Geati                      | Ketill re dei Geati                      | Ketill re dei Geati                      | Ketill re dei Geati                      |           |           | Hrólfr re dei Geati           | Hrólfr re dei Geati           | Hrólfr re dei Geati           | Hrólfr re dei Geati           | Hrólfr re dei Geati                | Hrólfr re dei Geati                |                                    |                                    |                                    |                                    |  |  |  |  |  |  |  |  |  |  |  |  |  |  |  |  |  |  |  |  |  |  |  |  |
|                                |                                |                                |                                |                                |                                |  |  |                                      |                                      |                                      |                                      | Augis                                                 | Augis                                | Augis  | Augis  | Augis                                  | Augis                                  |                                        |                                        | Ketill re dei Geati                      | Ketill re dei Geati                      | Ketill re dei Geati                      | Ketill re dei Geati                      | Ketill re dei Geati                      | Ketill re dei Geati                      |           |           | Hrólfr re dei Geati           | Hrólfr re dei Geati           | Hrólfr re dei Geati           | Hrólfr re dei Geati           | Hrólfr re dei Geati                | Hrólfr re dei Geati                |                                    |                                    |                                    |                                    |  |  |  |  |  |  |  |  |  |  |  |  |  |  |  |  |  |  |  |  |  |  |  |  |
|                                |                                |                                |                                |                                |                                |  |  |                                      |                                      |                                      |                                      | Amala capostipite degli Amali                         |                                      |        |        |                                        |                                        |                                        |                                        |                                          |                                          |                                          |                                          |                                          |                                          |           |           |                               |                               |                               |                               |                                    |                                    |                                    |                                    |                                    |                                    |  |  |  |  |  |  |  |  |  |  |  |  |  |  |  |  |  |  |  |  |  |  |  |  |
|                                |                                |                                |                                |                                |                                |  |  |                                      |                                      |                                      |                                      |                                                       |                                      |        |        |                                        |                                        |                                        |                                        |                                          |                                          |                                          |                                          |                                          |                                          |           |           |                               |                               |                               |                               |                                    |                                    |                                    |                                    |                                    |                                    |  |  |  |  |  |  |  |  |  |  |  |  |  |  |  |  |  |  |  |  |  |  |  |  |
|                                |                                |                                |                                |                                |                                |  |  |                                      |                                      |                                      |                                      | Hisarnis                                              |                                      |        |        |                                        |                                        |                                        |                                        |                                          |                                          |                                          |                                          |                                          |                                          |           |           |                               |                               |                               |                               |                                    |                                    |                                    |                                    |                                    |                                    |  |  |  |  |  |  |  |  |  |  |  |  |  |  |  |  |  |  |  |  |  |  |  |  |
|                                |                                |                                |                                |                                |                                |  |  |                                      |                                      |                                      |                                      |                                                       |                                      |        |        |                                        |                                        |                                        |                                        |                                          |                                          |                                          |                                          |                                          |                                          |           |           |                               |                               |                               |                               |                                    |                                    |                                    |                                    |                                    |                                    |  |  |  |  |  |  |  |  |  |  |  |  |  |  |  |  |  |  |  |  |  |  |  |  |
|                                |                                |                                |                                |                                |                                |  |  |                                      |                                      |                                      |                                      | Ostrogota (ca. 200-249 d.C.) primo re degli Ostrogoti |                                      |        |        |                                        |                                        |                                        |                                        |                                          |                                          |                                          |                                          |                                          |                                          |           |           |                               |                               |                               |                               |                                    |                                    |                                    |                                    |                                    |                                    |  |  |  |  |  |  |  |  |  |  |  |  |  |  |  |  |  |  |  |  |  |  |  |  |
|                                |                                |                                |                                |                                |                                |  |  |                                      |                                      |                                      |                                      |                                                       |                                      |        |        |                                        |                                        |                                        |                                        |                                          |                                          |                                          |                                          |                                          |                                          |           |           |                               |                               |                               |                               |                                    |                                    |                                    |                                    |                                    |                                    |  |  |  |  |  |  |  |  |  |  |  |  |  |  |  |  |  |  |  |  |  |  |  |  |
|                                |                                |                                |                                |                                |                                |  |  |                                      |                                      |                                      |                                      | Hunuil                                                |                                      |        |        |                                        |                                        |                                        |                                        |                                          |                                          |                                          |                                          |                                          |                                          |           |           |                               |                               |                               |                               |                                    |                                    |                                    |                                    |                                    |                                    |  |  |  |  |  |  |  |  |  |  |  |  |  |  |  |  |  |  |  |  |  |  |  |  |
|                                |                                |                                |                                |                                |                                |  |  |                                      |                                      |                                      |                                      |                                                       |                                      |        |        |                                        |                                        |                                        |                                        |                                          |                                          |                                          |                                          |                                          |                                          |           |           |                               |                               |                               |                               |                                    |                                    |                                    |                                    |                                    |                                    |  |  |  |  |  |  |  |  |  |  |  |  |  |  |  |  |  |  |  |  |  |  |  |  |
|                                |                                |                                |                                |                                |                                |  |  |                                      |                                      |                                      |                                      | Athal                                                 |                                      |        |        |                                        |                                        |                                        |                                        |                                          |                                          |                                          |                                          |                                          |                                          |           |           |                               |                               |                               |                               |                                    |                                    |                                    |                                    |                                    |                                    |  |  |  |  |  |  |  |  |  |  |  |  |  |  |  |  |  |  |  |  |  |  |  |  |
|                                |                                |                                |                                |                                |                                |  |  |                                      |                                      |                                      |                                      |                                                       |                                      |        |        |                                        |                                        |                                        |                                        |                                          |                                          |                                          |                                          |                                          |                                          |           |           |                               |                               |                               |                               |                                    |                                    |                                    |                                    |                                    |                                    |  |  |  |  |  |  |  |  |  |  |  |  |  |  |  |  |  |  |  |  |  |  |  |  |
|                                |                                |                                |                                |                                |                                |  |  |                                      |                                      |                                      |                                      |                                                       |                                      |        |        |                                        |                                        |                                        |                                        |                                          |                                          |                                          |                                          |                                          |                                          |           |           |                               |                               |                               |                               |                                    |                                    |                                    |                                    |                                    |                                    |  |  |  |  |  |  |  |  |  |  |  |  |  |  |  |  |  |  |  |  |  |  |  |  |
|                                |                                |                                |                                |                                |                                |  |  |                                      |                                      |                                      |                                      |                                                       |                                      |        |        |                                        |                                        |                                        |                                        |                                          |                                          |                                          |                                          |                                          |                                          |           |           |                               |                               |                               |                               |                                    |                                    |                                    |                                    |                                    |                                    |  |  |  |  |  |  |  |  |  |  |  |  |  |  |  |  |  |  |  |  |  |  |  |  |
|                                |                                |                                |                                |                                |                                |  |  | Oduulf                               | Oduulf                               | Oduulf                               | Oduulf                               | Oduulf                                                | Oduulf                               |        |        | Achiulf                                | Achiulf                                | Achiulf                                | Achiulf                                | Achiulf                                  | Achiulf                                  |                                          |                                          |                                          |                                          |           |           |                               |                               |                               |                               |                                    |                                    |                                    |                                    |                                    |                                    |  |  |  |  |  |  |  |  |  |  |  |  |  |  |  |  |  |  |  |  |  |  |  |  |
|                                |                                |                                |                                |                                |                                |  |  | Oduulf                               | Oduulf                               | Oduulf                               | Oduulf                               | Oduulf                                                | Oduulf                               |        |        | Achiulf                                | Achiulf                                | Achiulf                                | Achiulf                                | Achiulf                                  | Achiulf                                  |                                          |                                          |                                          |                                          |           |           |                               |                               |                               |                               |                                    |                                    |                                    |                                    |                                    |                                    |  |  |  |  |  |  |  |  |  |  |  |  |  |  |  |  |  |  |  |  |  |  |  |  |
|                                |                                |                                |                                |                                |                                |  |  |                                      |                                      |                                      |                                      |                                                       |                                      |        |        |                                        |                                        |                                        |                                        |                                          |                                          |                                          |                                          |                                          |                                          |           |           |                               |                               |                               |                               |                                    |                                    |                                    |                                    |                                    |                                    |  |  |  |  |  |  |  |  |  |  |  |  |  |  |  |  |  |  |  |  |  |  |  |  |
|                                |                                |                                |                                |                                |                                |  |  | Ansila                               | Ansila                               | Ansila                               | Ansila                               | Ansila                                                | Ansila                               |        |        | Vultuuf                                | Vultuuf                                | Vultuuf                                | Vultuuf                                | Vultuuf                                  | Vultuuf                                  |                                          |                                          | Edilf                                    | Edilf                                    | Edilf     | Edilf     | Edilf                         | Edilf                         |                               |                               | Hermanaric (+ 376) re dei Grutungi | Hermanaric (+ 376) re dei Grutungi | Hermanaric (+ 376) re dei Grutungi | Hermanaric (+ 376) re dei Grutungi | Hermanaric (+ 376) re dei Grutungi | Hermanaric (+ 376) re dei Grutungi |  |  |  |  |  |  |  |  |  |  |  |  |  |  |  |  |  |  |  |  |  |  |  |  |
|                                |                                |                                |                                |                                |                                |  |  | Ansila                               | Ansila                               | Ansila                               | Ansila                               | Ansila                                                | Ansila                               |        |        | Vultuuf                                | Vultuuf                                | Vultuuf                                | Vultuuf                                | Vultuuf                                  | Vultuuf                                  |                                          |                                          | Edilf                                    | Edilf                                    | Edilf     | Edilf     | Edilf                         | Edilf                         |                               |                               | Hermanaric (+ 376) re dei Grutungi | Hermanaric (+ 376) re dei Grutungi | Hermanaric (+ 376) re dei Grutungi | Hermanaric (+ 376) re dei Grutungi | Hermanaric (+ 376) re dei Grutungi | Hermanaric (+ 376) re dei Grutungi |  |  |  |  |  |  |  |  |  |  |  |  |  |  |  |  |  |  |  |  |  |  |  |  |
|                                |                                |                                |                                |                                |                                |  |  |                                      |                                      |                                      |                                      |                                                       |                                      |        |        | Valaravans                             | Valaravans                             | Valaravans                             | Valaravans                             | Valaravans                               | Valaravans                               |                                          |                                          |                                          |                                          |           |           |                               |                               |                               |                               | Hunimund                           | Hunimund                           | Hunimund                           | Hunimund                           | Hunimund                           | Hunimund                           |  |  |  |  |  |  |  |  |  |  |  |  |  |  |  |  |  |  |  |  |  |  |  |  |
|                                |                                |                                |                                |                                |                                |  |  |                                      |                                      |                                      |                                      |                                                       |                                      |        |        | Valaravans                             | Valaravans                             | Valaravans                             | Valaravans                             | Valaravans                               | Valaravans                               |                                          |                                          |                                          |                                          |           |           |                               |                               |                               |                               | Hunimund                           | Hunimund                           | Hunimund                           | Hunimund                           | Hunimund                           | Hunimund                           |  |  |  |  |  |  |  |  |  |  |  |  |  |  |  |  |  |  |  |  |  |  |  |  |
|                                |                                |                                |                                |                                |                                |  |  |                                      |                                      |                                      |                                      |                                                       |                                      |        |        | Vinitharius                            | Vinitharius                            | Vinitharius                            | Vinitharius                            | Vinitharius                              | Vinitharius                              |                                          |                                          |                                          |                                          |           |           |                               |                               |                               |                               | Thorismund                         | Thorismund                         | Thorismund                         | Thorismund                         | Thorismund                         | Thorismund                         |  |  |  |  |  |  |  |  |  |  |  |  |  |  |  |  |  |  |  |  |  |  |  |  |
|                                |                                |                                |                                |                                |                                |  |  |                                      |                                      |                                      |                                      |                                                       |                                      |        |        | Vinitharius                            | Vinitharius                            | Vinitharius                            | Vinitharius                            | Vinitharius                              | Vinitharius                              |                                          |                                          |                                          |                                          |           |           |                               |                               |                               |                               | Thorismund                         | Thorismund                         | Thorismund                         | Thorismund                         | Thorismund                         | Thorismund                         |  |  |  |  |  |  |  |  |  |  |  |  |  |  |  |  |  |  |  |  |  |  |  |  |
|                                |                                |                                |                                |                                |                                |  |  |                                      |                                      |                                      |                                      |                                                       |                                      |        |        | Vandalarius                            | Vandalarius                            | Vandalarius                            | Vandalarius                            | Vandalarius                              | Vandalarius                              |                                          |                                          |                                          |                                          |           |           |                               |                               |                               |                               | Beremund                           | Beremund                           | Beremund                           | Beremund                           | Beremund                           | Beremund                           |  |  |  |  |  |  |  |  |  |  |  |  |  |  |  |  |  |  |  |  |  |  |  |  |
|                                |                                |                                |                                |                                |                                |  |  |                                      |                                      |                                      |                                      |                                                       |                                      |        |        | Vandalarius                            | Vandalarius                            | Vandalarius                            | Vandalarius                            | Vandalarius                              | Vandalarius                              |                                          |                                          |                                          |                                          |           |           |                               |                               |                               |                               | Beremund                           | Beremund                           | Beremund                           | Beremund                           | Beremund                           | Beremund                           |  |  |  |  |  |  |  |  |  |  |  |  |  |  |  |  |  |  |  |  |  |  |  |  |
|                                |                                |                                |                                |                                |                                |  |  |                                      |                                      |                                      |                                      |                                                       |                                      |        |        |                                        |                                        |                                        |                                        |                                          |                                          |                                          |                                          |                                          |                                          |           |           |                               |                               |                               |                               |                                    |                                    |                                    |                                    |                                    |                                    |  |  |  |  |  |  |  |  |  |  |  |  |  |  |  |  |  |  |  |  |  |  |  |  |
| Erelieva (prima del 440 - 500) | Erelieva (prima del 440 - 500) | Erelieva (prima del 440 - 500) | Erelieva (prima del 440 - 500) | Erelieva (prima del 440 - 500) | Erelieva (prima del 440 - 500) |  |  | Thiudimer (+ 474) re degli Ostrogoti | Thiudimer (+ 474) re degli Ostrogoti | Thiudimer (+ 474) re degli Ostrogoti | Thiudimer (+ 474) re degli Ostrogoti | Thiudimer (+ 474) re degli Ostrogoti                  | Thiudimer (+ 474) re degli Ostrogoti |        |        | Valamir (420 – 465) re degli Ostrogoti | Valamir (420 – 465) re degli Ostrogoti | Valamir (420 – 465) re degli Ostrogoti | Valamir (420 – 465) re degli Ostrogoti | Valamir (420 – 465) re degli Ostrogoti   | Valamir (420 – 465) re degli Ostrogoti   |                                          |                                          | Veteric                                  | Veteric                                  | Veteric   | Veteric   | Veteric                       | Veteric                       |                               |                               |                                    |                                    |                                    |                                    |                                    |                                    |  |  |  |  |  |  |  |  |  |  |  |  |  |  |  |  |  |  |  |  |  |  |  |  |
| Erelieva (prima del 440 - 500) | Erelieva (prima del 440 - 500) | Erelieva (prima del 440 - 500) | Erelieva (prima del 440 - 500) | Erelieva (prima del 440 - 500) | Erelieva (prima del 440 - 500) |  |  | Thiudimer (+ 474) re degli Ostrogoti | Thiudimer (+ 474) re degli Ostrogoti | Thiudimer (+ 474) re degli Ostrogoti | Thiudimer (+ 474) re degli Ostrogoti | Thiudimer (+ 474) re degli Ostrogoti                  | Thiudimer (+ 474) re degli Ostrogoti |        |        | Valamir (420 – 465) re degli Ostrogoti | Valamir (420 – 465) re degli Ostrogoti | Valamir (420 – 465) re degli Ostrogoti | Valamir (420 – 465) re degli Ostrogoti | Valamir (420 – 465) re degli Ostrogoti   | Valamir (420 – 465) re degli Ostrogoti   |                                          |                                          | Veteric                                  | Veteric                                  | Veteric   | Veteric   | Veteric                       | Veteric                       |                               |                               |                                    |                                    |                                    |                                    |                                    |                                    |  |  |  |  |  |  |  |  |  |  |  |  |  |  |  |  |  |  |  |  |  |  |  |  |
|                                |                                |                                |                                |                                |                                |  |  |                                      |                                      |                                      |                                      |                                                       |                                      |        |        |                                        |                                        |                                        |                                        |                                          |                                          |                                          |                                          |                                          |                                          |           |           |                               |                               |                               |                               |                                    |                                    |                                    |                                    |                                    |                                    |  |  |  |  |  |  |  |  |  |  |  |  |  |  |  |  |  |  |  |  |  |  |  |  |
|                                |                                |                                |                                |                                |                                |  |  |                                      |                                      |                                      |                                      |                                                       |                                      |        |        |                                        |                                        |                                        |                                        |                                          |                                          |                                          |                                          |                                          |                                          |           |           |                               |                               |                               |                               |                                    |                                    |                                    |                                    |                                    |                                    |  |  |  |  |  |  |  |  |  |  |  |  |  |  |  |  |  |  |  |  |  |  |  |  |
| Ermanafrido re dei Turingi     | Ermanafrido re dei Turingi     | Ermanafrido re dei Turingi     | Ermanafrido re dei Turingi     | Ermanafrido re dei Turingi     | Ermanafrido re dei Turingi     |  |  | Amalafrida                           | Amalafrida                           | Amalafrida                           | Amalafrida                           | Amalafrida                                            | Amalafrida                           |        |        | Teodorico il Grande (454 ca. - 526)    | Teodorico il Grande (454 ca. - 526)    | Teodorico il Grande (454 ca. - 526)    | Teodorico il Grande (454 ca. - 526)    | Teodorico il Grande (454 ca. - 526)      | Teodorico il Grande (454 ca. - 526)      |                                          |                                          | Audofleda                                | Audofleda                                | Audofleda | Audofleda | Audofleda                     | Audofleda                     |                               |                               | Vidimer                            | Vidimer                            | Vidimer                            | Vidimer                            | Vidimer                            | Vidimer                            |  |  |  |  |  |  |  |  |  |  |  |  |  |  |  |  |  |  |  |  |  |  |  |  |
| Ermanafrido re dei Turingi     | Ermanafrido re dei Turingi     | Ermanafrido re dei Turingi     | Ermanafrido re dei Turingi     | Ermanafrido re dei Turingi     | Ermanafrido re dei Turingi     |  |  | Amalafrida                           | Amalafrida                           | Amalafrida                           | Amalafrida                           | Amalafrida                                            | Amalafrida                           |        |        | Teodorico il Grande (454 ca. - 526)    | Teodorico il Grande (454 ca. - 526)    | Teodorico il Grande (454 ca. - 526)    | Teodorico il Grande (454 ca. - 526)    | Teodorico il Grande (454 ca. - 526)      | Teodorico il Grande (454 ca. - 526)      |                                          |                                          | Audofleda                                | Audofleda                                | Audofleda | Audofleda | Audofleda                     | Audofleda                     |                               |                               | Vidimer                            | Vidimer                            | Vidimer                            | Vidimer                            | Vidimer                            | Vidimer                            |  |  |  |  |  |  |  |  |  |  |  |  |  |  |  |  |  |  |  |  |  |  |  |  |
|                                |                                |                                |                                |                                |                                |  |  |                                      |                                      |                                      |                                      |                                                       |                                      |        |        |                                        |                                        |                                        |                                        |                                          |                                          |                                          |                                          |                                          |                                          |           |           |                               |                               |                               |                               |                                    |                                    |                                    |                                    |                                    |                                    |  |  |  |  |  |  |  |  |  |  |  |  |  |  |  |  |  |  |  |  |  |  |  |  |
|                                |                                |                                |                                |                                |                                |  |  |                                      |                                      |                                      |                                      |                                                       |                                      |        |        |                                        |                                        |                                        |                                        |                                          |                                          |                                          |                                          |                                          |                                          |           |           |                               |                               |                               |                               |                                    |                                    |                                    |                                    |                                    |                                    |  |  |  |  |  |  |  |  |  |  |  |  |  |  |  |  |  |  |  |  |  |  |  |  |
| Rodelinda paternità dubbia     | Rodelinda paternità dubbia     | Rodelinda paternità dubbia     | Rodelinda paternità dubbia     | Rodelinda paternità dubbia     | Rodelinda paternità dubbia     |  |  | Teodato (+ 560) re dei Longobardi    | Teodato (+ 560) re dei Longobardi    | Teodato (+ 560) re dei Longobardi    | Teodato (+ 560) re dei Longobardi    | Teodato (+ 560) re dei Longobardi                     | Teodato (+ 560) re dei Longobardi    |        |        |                                        |                                        |                                        |                                        | Amalasunta (495/500 ca. - 535)           | Amalasunta (495/500 ca. - 535)           | Amalasunta (495/500 ca. - 535)           | Amalasunta (495/500 ca. - 535)           | Amalasunta (495/500 ca. - 535)           | Amalasunta (495/500 ca. - 535)           |           |           | Eutarico                      | Eutarico                      | Eutarico                      | Eutarico                      | Eutarico                           | Eutarico                           |                                    |                                    |                                    |                                    |  |  |  |  |  |  |  |  |  |  |  |  |  |  |  |  |  |  |  |  |  |  |  |  |
| Rodelinda paternità dubbia     | Rodelinda paternità dubbia     | Rodelinda paternità dubbia     | Rodelinda paternità dubbia     | Rodelinda paternità dubbia     | Rodelinda paternità dubbia     |  |  | Teodato (+ 560) re dei Longobardi    | Teodato (+ 560) re dei Longobardi    | Teodato (+ 560) re dei Longobardi    | Teodato (+ 560) re dei Longobardi    | Teodato (+ 560) re dei Longobardi                     | Teodato (+ 560) re dei Longobardi    |        |        |                                        |                                        |                                        |                                        | Amalasunta (495/500 ca. - 535)           | Amalasunta (495/500 ca. - 535)           | Amalasunta (495/500 ca. - 535)           | Amalasunta (495/500 ca. - 535)           | Amalasunta (495/500 ca. - 535)           | Amalasunta (495/500 ca. - 535)           |           |           | Eutarico                      | Eutarico                      | Eutarico                      | Eutarico                      | Eutarico                           | Eutarico                           |                                    |                                    |                                    |                                    |  |  |  |  |  |  |  |  |  |  |  |  |  |  |  |  |  |  |  |  |  |  |  |  |
|                                |                                |                                |                                |                                |                                |  |  |                                      |                                      |                                      |                                      |                                                       |                                      |        |        |                                        |                                        |                                        |                                        |                                          |                                          |                                          |                                          |                                          |                                          |           |           |                               |                               |                               |                               |                                    |                                    |                                    |                                    |                                    |                                    |  |  |  |  |  |  |  |  |  |  |  |  |  |  |  |  |  |  |  |  |  |  |  |  |
|                                |                                |                                |                                |                                |                                |  |  |                                      |                                      |                                      |                                      |                                                       |                                      |        |        |                                        |                                        |                                        |                                        |                                          |                                          |                                          |                                          |                                          |                                          |           |           |                               |                               |                               |                               |                                    |                                    |                                    |                                    |                                    |                                    |  |  |  |  |  |  |  |  |  |  |  |  |  |  |  |  |  |  |  |  |  |  |  |  |
|                                |                                |                                |                                |                                |                                |  |  |                                      |                                      |                                      |                                      |                                                       |                                      |        |        |                                        |                                        |                                        |                                        | Atalarico (516 - 534) re degli Ostrogoti | Atalarico (516 - 534) re degli Ostrogoti | Atalarico (516 - 534) re degli Ostrogoti | Atalarico (516 - 534) re degli Ostrogoti | Atalarico (516 - 534) re degli Ostrogoti | Atalarico (516 - 534) re degli Ostrogoti |           |           | Matasunta (518 - dopo il 551) | Matasunta (518 - dopo il 551) | Matasunta (518 - dopo il 551) | Matasunta (518 - dopo il 551) | Matasunta (518 - dopo il 551)      | Matasunta (518 - dopo il 551)      |                                    |                                    |                                    |                                    |  |  |  |  |  |  |  |  |  |  |  |  |  |  |  |  |  |  |  |  |  |  |  |  |